# Balanyásza
Balanyásza (románul Bălăneasa) falu Romániában, Moldvában, Bákó megyében.

## Fekvése
A Tázló-patak völgyében, Onyesttől északra fekvő település.

## Története
Balanyásza valamikor a 17-18. században keletkezett. A faluba azonban Erdélyből még később, a 19. század elején is érkeztek letelepülők.
1851-ben 114 lakosa volt, valamennyi római katolikus.
1930-ban 593 lakosa volt, melyből 171 volt római katolikus és 167 vallotta magyarnak magát.

## Nevezetességek
- Római katolikus fatemploma 1860-ban épült, Keresztelő Szent János tiszteletére.